# الامور (تگزاس)
الامور، تگزاس (به انگلیسی: Allamoore, Texas) یک سکونتگاه مسکونی در ایالات متحده آمریکا است که در تگزاس واقع شده‌است.